# Leuilly-sous-Coucy
Leuilly-sous-Coucy és un municipi francès situat al departament de l'Aisne i a la regió dels Alts de França. L'any 2007 tenia 420 habitants.

## Demografia

### Població
El 2007 la població de fet de Leuilly-sous-Coucy era de 420 persones. Hi havia 160 famílies de les quals 36 eren unipersonals (20 homes vivint sols i 16 dones vivint soles), 44 parelles sense fills, 68 parelles amb fills i 12 famílies monoparentals amb fills.
La població ha evolucionat segons el següent gràfic:
Habitants censats

### Habitatges
El 2007 hi havia 192 habitatges, 165 eren l'habitatge principal de la família, 13 eren segones residències i 14 estaven desocupats. Tots els 191 habitatges eren cases. Dels 165 habitatges principals, 135 estaven ocupats pels seus propietaris, 25 estaven llogats i ocupats pels llogaters i 5 estaven cedits a títol gratuït; 1 tenia una cambra, 4 en tenien dues, 37 en tenien tres, 54 en tenien quatre i 69 en tenien cinc o més. 114 habitatges disposaven pel capbaix d'una plaça de pàrquing. A 67 habitatges hi havia un automòbil i a 80 n'hi havia dos o més.

### Piràmide de població
La piràmide de població per edats i sexe el 2009 era:
| Homes | Edats   | Dones |
| ----- | ------- | ----- |
| 0     | 95 o +  | 0     |
| 0     | 90 a 94 | 0     |
| 0     | 85 a 89 | 0     |
| 4     | 80 a 84 | 4     |
| 4     | 75 a 79 | 4     |
| 12    | 70 a 74 | 4     |
| 12    | 65 a 69 | 8     |
| 8     | 60 a 64 | 12    |
| 4     | 55 a 59 | 8     |
| 20    | 50 a 54 | 12    |
| 12    | 45 a 49 | 8     |
| 12    | 40 a 44 | 4     |
| 16    | 35 a 39 | 28    |
| 12    | 30 a 34 | 8     |
| 4     | 25 a 29 | 20    |
| 24    | 20 a 24 | 12    |
| 20    | 15 a 19 | 12    |
| 20    | 10 a 14 | 8     |
| 12    | 5 a 9   | 28    |
| 12    | 0 a 4   | 4     |

## Economia
El 2007 la població en edat de treballar era de 269 persones, 206 eren actives i 63 eren inactives. De les 206 persones actives 187 estaven ocupades (104 homes i 83 dones) i 19 estaven aturades (10 homes i 9 dones). De les 63 persones inactives 20 estaven jubilades, 22 estaven estudiant i 21 estaven classificades com a «altres inactius».

### Ingressos
El 2009 a Leuilly-sous-Coucy hi havia 168 unitats fiscals que integraven 429 persones, la mediana anual d'ingressos fiscals per persona era de 16.644 €.

### Activitats econòmiques
Dels 8 establiments que hi havia el 2007, 1 era d'una empresa alimentària, 2 d'empreses de construcció, 1 d'una empresa de comerç i reparació d'automòbils, 1 d'una empresa de transport, 2 d'empreses d'hostatgeria i restauració i 1 d'una entitat de l'administració pública.
Dels 3 establiments de servei als particulars que hi havia el 2009, 1 era un taller de reparació d'automòbils i de material agrícola, 1 paleta i 1 restaurant.
L'únic establiment comercial que hi havia el 2009 era una fleca.
L'any 2000 a Leuilly-sous-Coucy hi havia 8 explotacions agrícoles que ocupaven un total de 660 hectàrees.

## Equipaments sanitaris i escolars
El 2009 hi havia una escola elemental integrada dins d'un grup escolar amb les comunes properes formant una escola dispersa.

## Poblacions més properes
El següent diagrama mostra les poblacions més properes.